# 維多利亞·德拉羅維雷
維多利亞·德拉羅維雷（義大利語：Vittoria della Rovere，1622年2月7日—1694年3月5日），托斯卡納大公夫人，烏爾比諾公爵費德里科·烏鮑爾多的女兒。

## 家庭
1637年，維多利亞和托斯卡納大公費迪南多二世結婚，兩人共有兩個兒子：
1. 科西莫三世（1642年—1723年）
2. 法蘭西斯科（英语：Francesco Maria de' Medici, Duke of Rovere and Montefeltro）（1660年—1711年）